# Shirō Hashizume

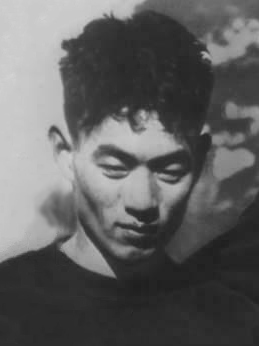
Shirō Hashizume (1952)

Shirō Hashizume (japanisch 橋爪 四郎 Hashizume Shirō; geboren am 20. September 1928 in Wakayama; gestorben am 9. März 2023 in Ōta) war ein japanischer Schwimmer, der 1952 eine olympische Silbermedaille gewann.

## Leben und Wirken
Shirō Hashizume durfte an den Olympischen Spielen 1948 nicht teilnehmen, da Japan zu diesem Zeitpunkt noch nicht wieder vom Internationalen Olympischen Komitee aufgenommen worden war. 1949 verbesserte er in Los Angeles die Weltrekorde über 800 Meter Freistil und über 1500 Meter Freistil, beide Rekorde wurden am gleichen Tag von seinem Landsmann Hironoshin Furuhashi unterboten. 1951 und 1952 war Hashizume japanischer Meister über 1500 Meter Freistil, 1952 auch über 400 Meter. Bei den olympischen Schwimmwettbewerben 1952 trat Hashizume nur über 1500 Meter an. Er war schnellster Schwimmer in den Vorläufen. Im Finale belegte er mit elf Sekunden Rückstand den zweiten Platz hinter Ford Konno aus den Vereinigten Staaten.
1951 schloss Shirō Hashizume sein Jurastudium an der Nihon-Universität ab. 1955 gründete er seinen eigenen Schwimmverein, in dem er dann viele Jahre lang Talente trainierte. 1987 wurde er mit dem Shiju-hōshō (Japanischer Ehrenorden am violetten Band) ausgezeichnet. 1992 wurde er in die International Swimming Hall of Fame aufgenommen.